# Ignacio Díaz Morales
Ignacio Díaz Morales (* 16. November 1905 in Guadalajara; † 3. September 1992 ebenda) war ein mexikanischer Architekt und Bauingenieur.

## Biografie
Díaz studierte ab 1921 an der Escuela Libre de Ingenieros (span. für Freie Ingenieurschule) und graduierte dort im Oktober 1928 als Architekt und Bauingenieur. Während seiner Studienzeit war er von 1922 bis 1924 auch Gasthörer an der Escuela de Arquitectura in Mexiko-Stadt. Von 1930 bis 1938 entwarf er für die Eisenbahngesellschaft Ferrocarril del Sudpacífico mehrere Bahnhöfe. Von 1941 bis 1943 war er Präsident der Stadtplanungsbehörde von Guadalajara und gründete Ende der 1940er-Jahre am Instituto Tecnológico y de Estudios Superiores de Occidente (ITESO) der Universidad de Guadalajara (UdeG) die Fakultät für Architektur, wo er bis 1963 lehrte und bis 1958 auch Direktor war. 1949 gründete er die Architektur- und Bauingenieurgesellschaft Arquitac y Arquitectura Sacra. Ab 1973 lehrte er wieder bis zu seinem Tode am ITESO. Díaz war Ehrenmitglied des American Institute of Architects. Sein Leichnam wurde im Templo Expiatorio von Guadalajara beigesetzt.

## Auszeichnungen
- 1986 Preis der Academia Nacional de Arquitectura
- 1989 Nationalpreis für Wissenschaften und Künste